# Steromphala rarilineata
Steromphala rarilineata is een slakkensoort uit de familie van de Trochidae. De wetenschappelijke naam van de soort werd in 1829 voor het eerst geldig gepubliceerd door Michaud als Trochus rarilineatus.

## Beschrijving
De grootte van de schelp van Steromphala rarilineata varieert tussen 8 mm en 14 mm. De schelp wijkt af van S. divaricata doordat hij kleiner en conischer is, en een hoekige omtrek met een afgeplatte basis heeft.

## Verspreiding
Steromphala rarilineata wordt aangetroffen in relatief warme Europese wateren voor de kust van Spanje, Griekenland en Portugal; in de Zwarte Zee bij Oekraïne; in de Atlantische Oceaan voor de Azoren en de Canarische Eilanden.